# CityRail
Cet article concerne la compagnie australienne. Pour les trains de banlieue bruxellois, voir CityRail (Belgique).
CityRail est le nom de la compagnie gérant les transports de passagers par chemins de fer urbains, suburbains et interurbains à Sydney, en Nouvelle-Galles du Sud (Australie), de 1989 à 2013.

## Réseau
Les lignes interurbaines de CityRail s'étendent au-delà de la zone métropolitaine de Sydney jusqu'à Newcastle, les montagnes Bleues, la côte centrale ou la vallée de l'Hunter. Depuis ses débuts en 1855, le réseau a grandi pour devenir l'un des systèmes de transport ferroviaire des plus complexes au monde, transportant près de 900 000 passagers par jour depuis 307 stations et sur plus de 2 000 kilomètres de voies.
Créée en 1989 après le vote du Transport Administration Act (NSW) 1988 par le Parlement de Nouvelle-Galles du Sud, CityRail est la propriété de l'État de Nouvelle-Galles du Sud. Filiale de la Rail Corporation New South Wales (RailCorp) à partir de 2004 (auparavant la State Rail Authority), la société publique qui gère les chemins de fer de la Nouvelle-Galles du Sud (jusqu'en 2020), elle est la compagnie sœur de CountryLink, la compagnie ferroviaire régionale de l'État.
La majeure partie du réseau de CityRail est électrifiée en 1500V C.C., l'alimentation se faisant par caténaire ; toutefois, quelques zones isolées sont desservies par des motrices diesel. Tous les trains électriques de la flotte de CityRail sont des rames automotrices à deux niveaux.

## Sources
- (en) Cet article est partiellement ou en totalité issu de l’article de Wikipédia en anglais intitulé « CityRail » (voir la liste des auteurs).